# 槐树镇 (晋州市)
槐树镇，是中华人民共和国河北省石家庄市晋州市下辖的一个乡镇级行政单位。

## 行政区划
槐树镇下辖以下地区：
槐树村、南张里村、泥马村、后祖祥村、南白水村、周村、龙头村、赵庄村、相邱村、小彭村、北张里村、前祖祥村、祁底村、北白水村、候城村、管洽村、河阴村和龙泉固村。